# Oncocnemis strioligera
Oncocnemis strioligera är en fjärilsart som beskrevs av Lederer 1853. Oncocnemis strioligera ingår i släktet Oncocnemis och familjen nattflyn. Inga underarter finns listade i Catalogue of Life.